# Volker Schönfeld
Volker Schönfeld (* 29. Juli 1946 in Wünschendorf) ist ein ehemaliger deutscher Radrennfahrer und nationaler Meister im Radsport.

## Sportliche Laufbahn
Er begann mit dem Radsport bei der SG Dynamo Gera-Mitte. Schönfeld wurde 1968 und 1970 DDR-Meister in der Mannschaftsverfolgung, jeweils mit Heinz Kahnt, Heinz Richter und Siegfried Schreiber. 1969 konnte er den Vize-Meistertitel gewinnen.
Schönfeld siegte auch bei der DDR-Meisterschaft 1972 im Mannschaftszeitfahren auf der Straße. Von den traditionsreichen Bahnrennen in der Werner-Seelenbinder-Halle in Berlin konnte er 1971 das Rennen 1001-Runde mit Hans-Jürgen Stupka als Partner gewinnen sowie in derselben Saison die Internationale Zweier-Mannschaftsmeisterschaft mit Heinz Richter.
Er startete bei seinen Meisterschaftsiegen für den SC Dynamo Berlin.

## Berufliches
Nach seiner aktiven Laufbahn arbeitete er Radsporttrainer bei der SG Wismut Gera und trainierte u. a. Enrico Poitschke, den er in die DDR-Juniorenauswahl führte. Später übersiedelte er nach Winsen, wo er ein Fahrradgeschäft eröffnete.